# Stiphrolamyra vitai
Stiphrolamyra vitai är en tvåvingeart som beskrevs av Hradsky och Geller-grimm 1997. Stiphrolamyra vitai ingår i släktet Stiphrolamyra och familjen rovflugor. Inga underarter finns listade i Catalogue of Life.